# Lucky Ogbevoen
Lucky Efosa Ogbevoen (Vienna, 20 luglio 2000) è un giocatore di football americano austriaco, che gioca come outside linebacker per gli Winnipeg Blue Bombers.
Dopo aver giocato dal 2012 al 2021 per i Vienna Vikings e per una stagione agli Stuttgart Surge, nel 2022 si trasferisce ai Tirol Raiders; nel 2024 dovrebbe giocare con i Cologne Centurions. ma è selezionato al CFL Global Draft dagli Winnipeg Blue Bombers.
Suo fratello maggiore Precious è stato suo compagno di squadra ai Vikings e per una stagione ai Raiders.